# Morph target animation

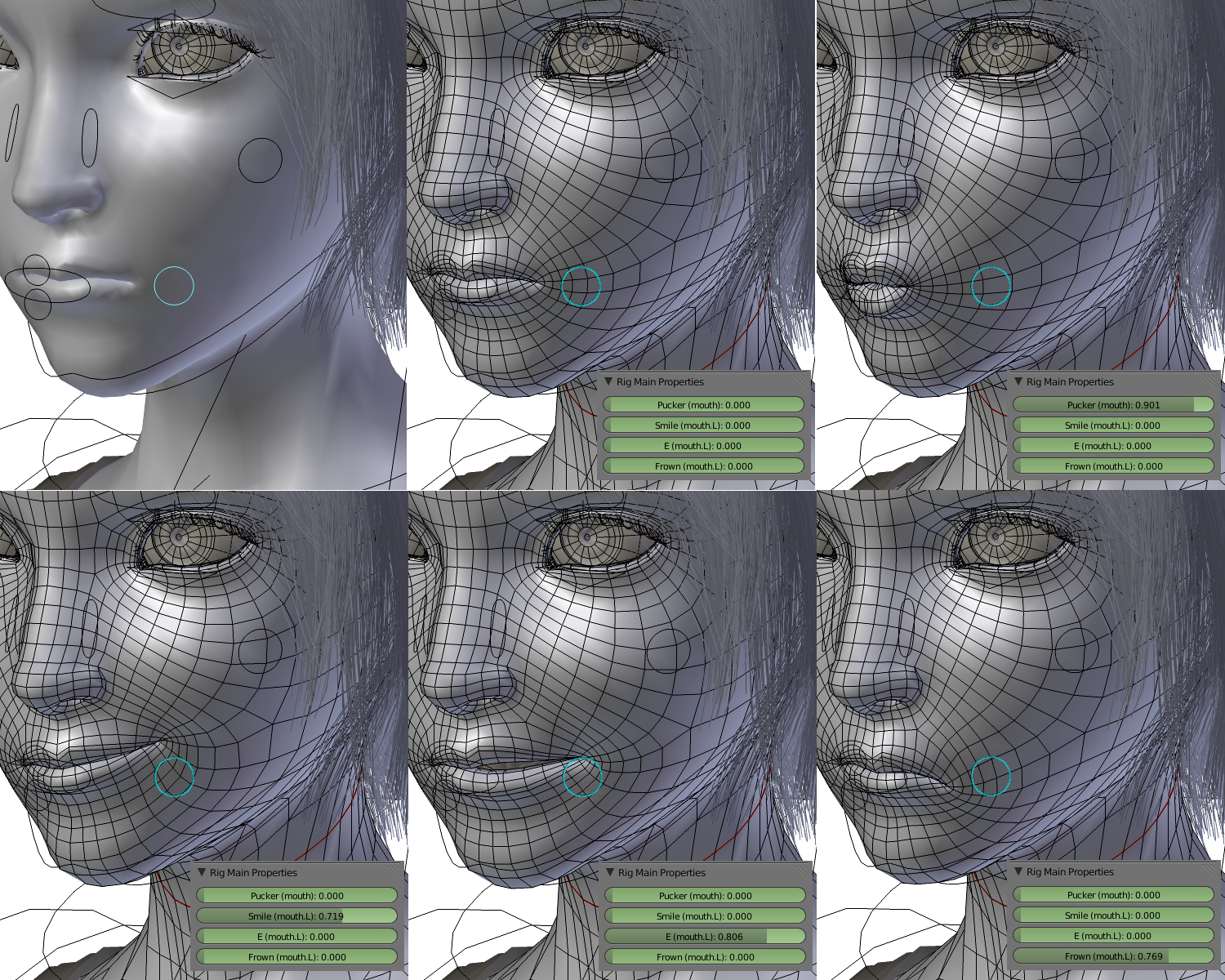
Neste exemplo, do projeto de código aberto Sintel, quatro expressões faciais foram definidas como deformações da geometria da face. A boca é então animada através de transformação entre essas deformações. Dezenas de controladores semelhantes são utilizados para animar o resto do rosto.

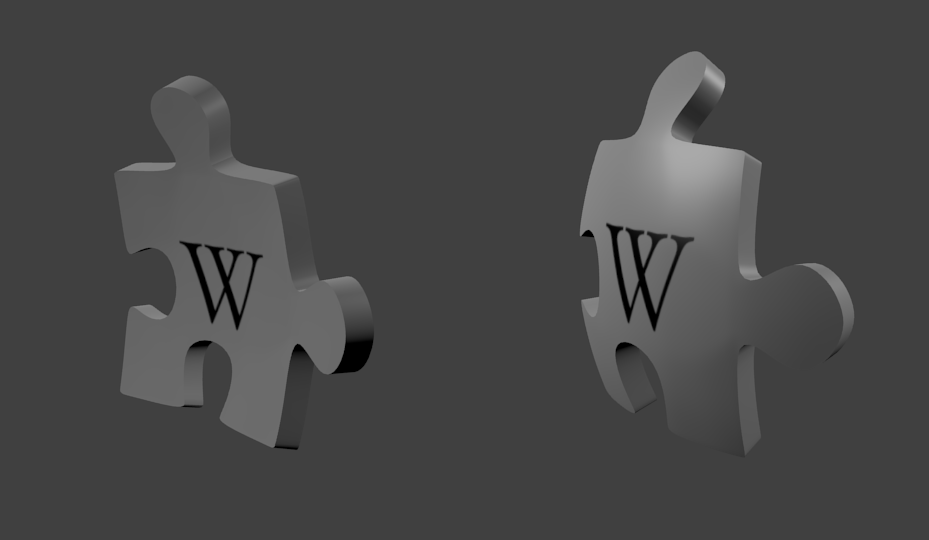
Um objeto arbitrário deformado por morphing entre posições definidas dos vértices.

Morph target animation ("animação por deformação alvo"), animação por vértice, interpolação de forma, ou mistura de formas é um método de computação gráfica 3D usado em conjunto com técnicas como animação de esqueleto. Em uma animação por morph target, uma versão "deformada" de uma malha é armazenada como uma série de posições de  vértices. Em cada quadro-chave de uma animação, os vértices são interpolados entre essas posições armazenadas.

## Técnica
O "morph target" é uma versão deformada de uma forma. Quando aplicado a um rosto humano, por exemplo, a cabeça é modelada primeiramente com uma expressão neutra, e em seguida, uma "deformação alvo" é criada para cada expressão. Quando o rosto está sendo animado, o animador pode, então, suavemente deformar (ou "misturar") a forma base até um ou vários morph targets.
Exemplos típicos de morph target utilizados em animação facial são uma boca sorrindo, um olho fechado e uma sobrancelha levantada, mas a técnica também pode ser usada para transformar entre, por exemplo, o médico e o monstro. Jogos de vídeo 3D antigos, tais como Quake e Crash Bandicoot usam animação por vértice para todas as animações de personagens.
Quando utilizado para animação facial, estes morph targets são muitas vezes referidos como "poses chave". As interpolações entre as poses principais quando uma animação está sendo processada, são geralmente pequenas e simples transformações de movimento, rotação e escala realizadas pelo software 3D.

Nem todas as animações morph target têm que ser feitas diretamente editando as posições dos vértices. Também é possível tomar as posições dos vértices encontradas em animação esquelética e renderiza-las como morph target.
Uma animação composta em um software 3D às vezes precisa ser transferida para outro software, para renderização por exemplo. Como diferentes aplicações 3D tendem a implementar ossos e outros efeitos especiais diferentemente, a técnica de morph target é algumas vezes usada para a transferência de animações entre aplicativos 3D com o intuito de evitar problemas de exportação.

### Vantagens e desvantagens
Existem vantagens em utilizar  a animação morph target ao invés de animação de esqueleto. O artista tem mais controle sobre os movimentos, porque ele ou ela pode definir as posições individuais dos vértices dentro de um quadro-chave, em vez de ficar limitado por esqueletos. Isso pode ser útil para a animação de tecidos, pele e expressões faciais, pois pode ser difícil fazer tais coisas se acomodarem aos ossos que são necessários para a animação de esqueleto.
No entanto, também existem desvantagens. Animação de vértices, normalmente, requer mão de obra mais intensiva que a animação esquelética, porque a posição de cada vértice deve ser manipulada manualmente, e por esse motivo, o número de morph targets pré-fabricados é geralmente limitado. Além disso, em métodos de renderização onde os vértices movem-se de uma posição para outra entre os quadros, acontece uma distorção que não acontece quando usando animação de esqueleto. Isso é descrito por críticos da técnica como "instável". Por outro lado, essa distorção pode ser parte da aparência desejada.